# Герасим (Георгієв)
Єпископ Герасим (в миру Олександр Георгієв Георгієв, болг. Александър Георгиев Георгиев, 2 листопада 1979, Софія) — єпископ Болгарської православної церкви, титулярний єпископ Мельницький, вікарій Софійській єпархії. Головний секретар Священного Синоду Болгарської православної церкви і настоятель храму святого Олександра Невського.

## Біографія
Народився 2 листопада 1979 року в Софії. Закінчив 31-е училище іноземних мов і менеджменту імені Івана Вазова в Софії зі спеціалізацією з німецької мови. Крім того, вільно володів російською та англійською мовами. Потім закінчив Національну академію театрального і кіномистецтва ім. Кристе Сафарова.
У 2007 році вступає послушником в Дівотинський Свято-Троїцький монастир, де 9 грудня 2009 єпископом Знепольским Іоаном був пострижений у чернецтво з ім'ям Герасим. Потім тим же єпископом був висвячений в сан ієродиякона і ієромонаха. 18 жовтня 2012 року навчається в Загальноцерковній аспірантурі та докторантурі в Москві за програмою магістратури з теології. Під час навчання, жив на Подвір'ї Болгарської православної церкви в Москві.
11 червня 2014 року рішенням Священного Синоду призначений помічником головного секретаря Священного Синоду митрополита Наума Русинського. 16 вересня 2014 року Священний Синод Болгарської православної церкви призначенив архімандрита Герасима своїм головним секретарем, в зв'язку з чим 17 вересня того ж року в Софійському соборі Патріарх Болгарський Неофіт зводить його в сан архімандрита.
20 травня 2016 року призначений настоятелем Патріаршого соборного храмі-пам'ятника святого Олександра Невського. 14 грудня 2016 року рішенням Священного Синоду обраний титулярним єпископом Мельницьким з залишенням на посаді головного секретаря Священного Синоду і настоятелем Храму святого Олександра Невського.